# Ajoblanco
|  | Per a altres significats, vegeu «Ajoblanco (revista)». |

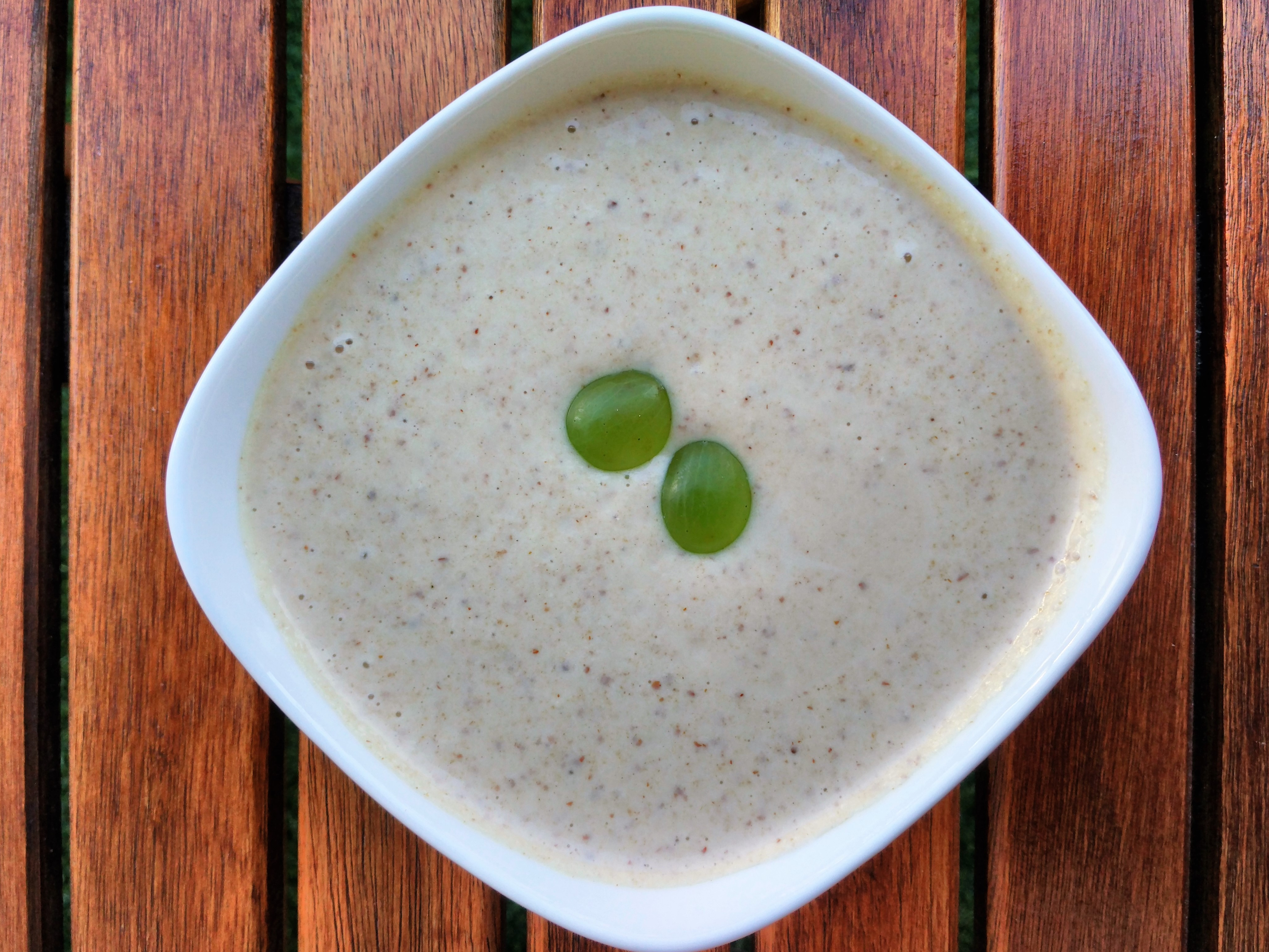
Ajoblanco.

L'ajoblanco és una sopa freda i de color blanc típica d'Andalusia, especialment de Màlaga i Cadis.
Està feta de pa blanc, oli d'oliva, vinagre, aigua, all finament picat i ametlles picades. Se serveix molt freda i amb raïm moscatell.

## Altres sopes
- El gaspatxo andalús, la porra i el salmorejo són altres sopes fredes andaluses